# Gopalaswami Parthasarathi
Gopalaswami Parthasarathi fue un diplomático indio.
- Gopalaswami Parthasarathi fue hijo de N. Gopalaswami Ayyangar.
- En 1936 fue miembro del Lincoln's Inn y llamado al Bar en Londres como Barrister.
- De 1936 a 1949 fue Asistente Editor de The Hindu.
- De 1951 a 1953 fue Editor del Press Trust of India.
- De 1954 a enero de 1957 y de 1961 a 1962 fue presidente de la en:International Control Commission en Camboya.
- De enero de 1957 a junio de 1958 fue embajador en Yakarta.
- De 28 de julio de 1958 a 1962 fue embajador en Beijing.
- A partir de 1960 fue presidente de la Comité de Planificación de Políticas en el Ministerio de Asuntos Exteriores (India).
- De 1962 a enero de 1965 fue Alto Comisionado en Karachi.
- De enero de 1965 a diciembre de 1968 fue Representante Permanente de la India ante la Sede de la Organización de las Naciones Unidas.
- De diciembre de 1968 a 1974 fue el primer Vicecanciller de la en:Jawaharlal Nehru University.[2]